# Wolfgang Sauer
Wolfgang Sauer (Elberfeld, 2 januari 1928 - Keulen, 26 april 2015) was een Duitse jazz- en schlagerzanger, pianist, muzikant en radiopresentator.

## Carrière
Wolfgang Sauer groeide op in Wuppertal, waar zijn ouders een elektrozaak runden. Toen hij zeven maanden oud was, kreeg hij groene staar en was hij bijna blind. Sindsdien droeg hij een donkere bril, die later zijn handelsmerk zou worden. Toen hij twaalf jaar werd, ging hij studeren aan het Duitse Blindenstudieinstituut in Marburg, waar hij piano-onderricht kreeg en koorzang en compositieleer studeerde. Na de Tweede Wereldoorlog in 1946 deed hij eindexamen. Daarnaast trad hij samen met een studentenorkest op in Amerikaanse clubs met het spelen van jazzmuziek. In 1948 was zijn eerste optreden op de radio. Sauer wilde graag politiek journalist worden, daarna tolk. Vanaf 1949 studeerde hij talen aan de Keulse universiteit. In 1951 ging hij op tournee met zijn nieuwe jazzband No Name Band.
Om financiële redenen werd hij helaas genoodzaakt om zijn studie te beëindigen. Daarna wijdde hij zich weer geheel aan de muziek en kreeg hij zijn eerste verbintenis bei de toenmalige NWDR in Keulen in de uitzending Teemusik. Samen met het Eilemann Trio mocht hij tweewekelijks musiceren bij de radio. Tevens produceerde hij radio-opnamen met Kurt Edelhagen in Baden-Baden en met Erwin Lehn in Stuttgart. In 1953 ging hij op tournee met Will Glahé en werd uitgeroepen tot Duitse jazzzanger nr. 1. Onder voorspraak van Nils Nobach kreeg hij zijn eerste platencontract bij Electrola voor het zingen van schlagers. Zijn eerste successen waren Eine Melodie geht um die Welt, Du hast ja Tränen in den Augen, Ein kleiner Hund en Glaube mir. Het laatste nummer werd zijn succesvolste titel en verkocht meer dan 500.000 maal. Jaren geleden werd dit nummer reeds als Mutterlein op de markt gebracht door Leila Negra en Rudi Schuricke.
Desondanks bleef Sauer ook jazznummers zingen. Het nummer For you my love (1955), samen met een combo bestaande uit Carlo Bohländer, Werner Dies, Glen Buschmann en Hans Podehl, verkocht in Duitsland 30.000 maal en werd daarmee het bestverkochte Duitse jazznummer. Het nummer Night Train met het orkest van Erwin Lehn, kon daar niet aan evenaren. In 1955 voerde hij het door Heinz Werner Zimmerman gecomponeerde Geistliche Konzert für Bass, Bariton und Jazz-Orchester uit. Tot 1959 trad hij, samen met Glen Buschmann, meermaals op op het Deutsche Jazzfestival. Zijn jazzalbum Sweet and Swing uit 1959, met de orkesten van Paul Kuhn en Berry Lipman, verkocht beter in Australië dan in Duitsland en werd pas in 2010 weer uitgebracht. Er volgden talrijke tournees en gastvoorstellingen. Hij was tot in de jaren 1980 eregast als jazzzanger bij de concerten van de jazzband Kreisjazzwerkerschaft & Rose Nabinger.
In 1962 kreeg Sauer van Camillo Felgen het aanbod, om als presentator bij Radio Luxembourg te werken bij het programma Prominenz am Plattenteller. Verdere verplichtingen dienden zich aan bij de Deutsche Welle en Deutschlandfunk. In 1964 ging hij op tournee door de DDR, samen met Kurt Edelhagen. Vanaf 1965 tot eind 2006 speelde hij de Überleitungen am Klavier binnen de uitzending Wiederhören macht Freude bij de WDR. In 1966 vertegenwoordigde Sauer Duitsland bij het Schlagerfestival in Sopot/Polen met het nummer Mädchen ohne Namen. Aan het eind van de jaren 1960 stelde hij samen met een mannenzangkoor twee lp’s samen met volksliederen.
In de jaren 1970 had hij wederom een succes met Tango für den Kommissar. Bij diverse oldie-uitzendingen op tv zong hij meestal zijn oude succesnummers, zoals Ach, man braucht ja so wenig um glücklich zu sein en Cindy, oh Cindy. In 1982 ging hij met Gerd Böttcher, Rocco Granata en Fred Bertelmann op oldie-tournee. In de jaren 1980 was Sauer stamgast in diverse amusementsprogramma's, zoals Zum Blauen Bock en Melodien für Millionen. Later was hij ook regelmatig op tv te zien. Van 2007 tot 2010 werkte hij bij de Kanal4-patiëntenomroep van de Paracelsuskliniek in Marl en presenteerde daar de uitzending Die schönen Zeiten der Erinnerung.

## Privéleven
Sauer had samen met zijn eerste vrouw Gisela († 1988), met wie hij sinds 1954 was getrouwd, een gemeenschappelijke zoon. In 1992 trouwde hij met Ingeborg († 2012). Op 26 april 2015 overleed Wolfgang Sauer in de leeftijd van 87 jaar.

## Discografie

### Singles
- 1954: Du hast ja Tränen in den Augen
- 1954: Glaube mir
- 1954: Eine Melodie geht um die Welt
- 1954: Ein Wunder ist heut für mich gescheh'n
- 1954: So verliebt
- 1954: Ich liebe das Leben
- 1955: Billy Boy (duet met Angèle Durand)
- 1956: Ein kleiner Ring aus Gold
- 1956: Ach, man braucht ja so wenig, um glücklich zu sein
- 1956: Veni vidi vici
- 1957: Cindy, Oh Cindy
- 1957: Nur weil du bei mir bist
- 1957: Warum strahlen heut' nacht die Sterne so hell
- 1957: Tammy
- 1957: Das ist Calypso
- 1958: Mir geht es gut
- 1958: Liebe im April
- 1958: Serenata d'Amore
- 1959: Wenn die Glocken hell erklingen
- 1959: Ich zähle täglich meine Sorgen
- 1966: Mädchen ohne Namen
- 1966: Gold und Silber und Seide
- 1967: Ich komm' nie ohne Blumenstrauss zu dir
- 1967: Schön ist die Welt
- 1969: Die schönen Zeiten der Erinnerung
- 1969: Tränen in der Nacht
- 1972: Was wär ich ohne dich
- 1972: Tango für den Kommissar
- 1974: Und trotzdem liebe ich dich
- 1976: Einsatz in Manhattan
- ####: Laß die Welt darüber reden
- ####: Du bist das Glück meines Lebens
- ####: So wie ein Roman
- ####: Deine sprechenden Hände
- ####: 25 Jahre Ehemann
- ####: Hundert bunte Bänder
- ####: Die schönen alten Lieder
- ####: Die schönen Zeiten der Erinnerung
- ####: Swing ist in
- ####: Rock’n Roll ist Evergreen

### Albums
- ####: Musik ist meine Welt
- ####: Die schönen Zeiten der Erinnerung
- ####: My Swinging World
- ####: Memories of Swing
- 1953: Glaube mir
- 1958: Sweet und Swing mit Wolfgang Sauer
- 1965: Kurt Edelhagen – Wolfgang Sauer (live-optreden van 16 juni 1964 in het Friedrichstadt-Palast in Oost-Berlijn)
- 1968: Das alte Lied
- 1969: Eine Melodie geht um die Welt
- 1975: Ich bin da
- 1995: Glaube mir
- 2003: Die Jubiläums-Gala
- 2011: Die großen Erfolge
- 2014: Cindy, oh Cindy – 50 große Erfolge

- Gemeinsame Normdatei: 134507819
- International Standard Name Identifier: 0000 0000 4841 5177
- Library of Congress Control Number: no2006016729
- Nationale Bibliotheek van Letland: 000310133
- MusicBrainz: 9b9d5a07-f288-49f7-a73e-7e8f7ee4959d
- Virtual International Authority File: 21889751
- WorldCat: E39PBJdxb3fPbX7DvhHTPtpXVC